# Algues (Bouroullec)
Algues, parfois désigné sous le nom de Module Algues, est un objet de design décoratif créé en 2004 par Ronan & Erwan Bouroullec.
Elles sont éditées par le fabricant de mobilier suisse Vitra. En 2011, elles se sont écoulées à plus de huit millions d'exemplaires.

## Histoire
L'objet, inspiré de la nature comme plusieurs de leurs créations,, est créé à l'origine pour réaliser des cloisons légères lors d'une exposition.

## Description
Algues est fabriqué en polypropylène injecté et réalisé dans un moule à injection plastique permettant de reproduire à grande échelle des pièces identiques. Les modules sont d'environ 30 centimètres de hauteur et 25 centimètres de largeur.
Chaque module, de forme identique, représente une algue. Les modules s'attachent les uns avec les autres et peuvent être fixés à l'aide de clous, afin d'élaborer toutes sortes de formes ou de structures, comme une canopée ou une paroi.
Ils existent en plusieurs tons :
- vert
- rouge
- blanc
- noir

## Expositions
- Exposition Bivouac, Centre Pompidou-Metz, 7 octobre 2011 - 30 juillet 2012
- Exposition Ronan and Erwan Bouroullec: Bivouac, Musée d'art contemporain de Chicago, 20 octobre 2012 - 20 janvier 2013
- Exposition Ronan et Erwan Bouroullec : Rétrospective et 17 screens, FRAC de Bretagne, 25 mars 2016 - 28 août 2016
- Exposition Momentané, Musée des Arts Décoratifs 26 avril 2013 - 1er septembre 2013[6]